# Stazione di Arezzo Casello 1
La stazione di Arezzo Casello 1 è una stazione ferroviaria di Arezzo. Si trova lungo la ferrovia Arezzo-Stia, gestita da La Ferroviaria Italiana (LFI).